# Зимовий чемпіонат СРСР зі спортивної ходьби 1989

## Медалісти

### Чоловіки
| Дисципліна                            | Золото                      | Золото      | Срібло                           | Срібло  | Бронза                           | Бронза  |
| ------------------------------------- | --------------------------- | ----------- | -------------------------------- | ------- | -------------------------------- | ------- |
| Спортивна ходьба 20 кілометрів (шосе) | Євген Місюля Білоруська РСР | 1:18.54 WB* | Вальдас Казлаускас Литовська РСР | 1:19.29 | Франц Костюкевич Білоруська РСР  | 1:20.36 |
| Спортивна ходьба 30 кілометрів (шосе) | Андрій Перлов РРФСР         | 2:02.41 WB* | Віталій Мацко Ленінград          | 2:04.30 | Олександр Поташов Білоруська РСР | 2:04.50 |

### Жінки
| Дисципліна                            | Золото              | Золото | Срібло                                | Срібло | Бронза                 | Бронза |
| ------------------------------------- | ------------------- | ------ | ------------------------------------- | ------ | ---------------------- | ------ |
| Спортивна ходьба 10 кілометрів (шосе) | Надія Ряшкіна РРФСР | 43.38  | Наталія Сербіненко УРСР Донецька обл. | 43.47  | Тамара Коваленко РРФСР | 44.14  |

## Медальний залік
| Команда        |   |   |   | Загалом |
| -------------- | - | - | - | ------- |
| РРФСР          | 2 | 0 | 1 | 3       |
| Білоруська РСР | 1 | 0 | 2 | 3       |
| УРСР           | 0 | 1 | 0 | 1       |
| Литовська РСР  | 0 | 1 | 0 | 1       |
| Ленінград      | 0 | 1 | 0 | 1       |

## Командний залік
Командний залік офіційно не визначався.